# Ligas Departamentales de Fútbol de Perú 2018
Las Ligas departamentales de Perú de 2018 son en su conjunto un sistema de ligas que se juegan en cada una de las 24 regiones peruanas y en la Provincia Constitucional del Callao (25 departamentos) y que sirven para determinar a los equipos que clasificarán a la Etapa Nacional de la Copa Perú 2018.
El sistema de competición es variado, se juega tanto bajo el sistema de eliminación directa como con el sistema de todos contra todos. Cada una de las provincias que integran el departamento puede clasificar un máximo de dos equipos: el campeón y subcampeón de la Liga Provincial.

## Liga Departamental de Amazonas
Se jugó en el Departamento de Amazonas entre los campeones y subcampeones de las provincias de Bagua, Bongará, Chachapoyas, Condorcanqui, Rodríguez de Mendoza y Utcubamba. La provincia de Luya no organizó una Liga Provincial, por lo que no clasificó equipos a la Etapa Departamental. 
La Liga se disputó en 4 series: Serie A, B, C y D. Las Series A la jugaron el campeón de Utcubamba frente al campeón de Bagua; mientras que la Serie B la jugaron el subcampeón de Utcubamba y el campeón de Condorcanqui. Ambos partidos se jugaron por eliminación directa a doble partido.
Las Series C y D estuvieron integradas por equipos de las provincias de Bonngará, Chachapoyas y Rodríguez de Mendoza. Cada serie se jugó en grupos de tres equipos. Dentro de cada grupo los equipos jugaron bajo el sistema de todos contra todos dos veces, totalizando 4 partidos cada uno. Al final de las seis fechas los ganadores de cada grupo se clasificaron para las Etapas Finales. 
Las Etapas Finales constan de dos rondas: Semifinales y Final. Los dos ganadores de las semifinales se clasificarán para la Etapa Nacional.

### Equipos clasificados
| Club                  | Liga Provincial                       | Liga Distrital              | Entrenador | Estadio                                            |
| --------------------- | ------------------------------------- | --------------------------- | ---------- | -------------------------------------------------- |
| Defensor Agrario      | Campeón de Bagua                      | Campeón de El Parco         |            | Manuel Mesones Muro                                |
| Sporting Galilea      | Campeón de Condorcanqui               | Campeón de Río Santiago.    |            | Municipal de Galilea                               |
| Unión Comercial       | Campeón de Bongará.                   | Campeón de Jazán.           |            | Sarita López de Alvarado                           |
| Unión por el Progreso | Subcampeón de Bongará                 | Campeón de Yambrasbamba.    |            | Estadio de Yambrasbamba y Progreso de Buenos Aires |
| Cultural Sachapuyos   | No se disputó la Liga de Chachapoyas. | Campeón de Chachapoyas.     |            | Gran Kuélap                                        |
| Alipio Ponce          | No se disputó la Liga de Chachapoyas. | Subcampeón de Chachapoyas.  |            | Gran Kuélap                                        |
| Deportivo Municipal   | Campeón de Rodríguez de Mendoza.      | Subcampeón de San Nicolás.  |            | Mariscal Benavides                                 |
| San Miguel de Huambo  | Subcampeón de Rodríguez de Mendoza.   | Campeón de San Nicolás.     |            | Municipal de Huambo                                |
| Bagua Grande F. C.    | Campeón de Utcubamba.                 | Campeón de Bagua Grande.    | Alex Celis | San Luis de Bagua Grande                           |
| Deportivo Santa Rosa  | Subcampeón de Utcubamba.              | Subcampeón de Bagua Grande. |            | San Luis de Bagua Grande                           |

### Resultados y desarrollo

#### Serie A
| Fecha        | Local                | Resultado | Visitante          | Estadio                  |
| ------------ | -------------------- | --------- | ------------------ | ------------------------ |
|              | 'Bagua Grande F. C.' | 7 – 5     | Defensor Agrario   |                          |
| 15 de julio. | Defensor Agrario     | 4 – 3     | Bagua Grande F. C. | Manuel Mesones Muro      |
| 22 de julio. | Bagua Grande F. C.   | 4 – 1     | Defensor Agrario   | San Luis de Bagua Grande |

#### Serie B
| Fecha        | Local                | Resultado | Visitante              | Estadio                  |
| ------------ | -------------------- | --------- | ---------------------- | ------------------------ |
|              | Sporting Galilea     | 2 – 12    | 'Deportivo Santa Rosa' |                          |
| 15 de julio. | Deportivo Santa Rosa | 12 – 1    | Sporting Galilea       | San Luis de Bagua Grande |
| 22 de julio. | Sporting Galilea     | 1 – 0     | Deportivo Santa Rosa   | Municipal de Galilea     |

#### Serie C
| Pos. | Club                  | PJ | PG | PE | PP | GF | GC | DG | Pts. | Clasificado a                |
| ---- | --------------------- | -- | -- | -- | -- | -- | -- | -- | ---- | ---------------------------- |
| 1    | 'Cultural Sachapuyos' | 4  | 2  | 1  | 1  | 15 | 4  | 11 | 7    | Etapas Finales (Semifinales) |
| 2    | Unión por el Progreso | 4  | 1  | 2  | 1  | 6  | 14 | –8 | 5    |                              |
| 3    | San Miguel de Huambo  | 4  | 1  | 1  | 2  | 5  | 8  | –3 | 4    |                              |

| Fecha                  | Local                 | Resultado | Visitante             | Estadio                  |
| ---------------------- | --------------------- | --------- | --------------------- | ------------------------ |
| 8 de julio - Fecha 1.  | Unión por el Progreso | 4 – 3     | San Miguel de Huambo  | Estadio de Yambrasbamba  |
| 15 de julio - Fecha 2. | Cultutal Sachapuyos   | 9 – 0     | Unión por el Progreso | Gran Kuélap              |
| 22 de julio - Fecha 3. | San Miguel de Huambo  | 0 – 1     | Cultutal Sachapuyos   | Municipal de Huambo      |
| 29 de julio - Fecha 4. | San Miguel de Huambo  | 0 – 0     | Unión por el Progreso | Municipal de Huambo      |
| 5 de agosto - Fecha 5. | Unión por el Progreso | 2 – 2     | Cultutal Sachapuyos   | Progreso de Buenos Aires |
| 12 de agosto - Fecha 6 | Cultutal Sachapuyos   | 3 – 0     | San Miguel de Huambo  | Gran Kuélap              |

#### Serie D
| Pos. | Club                | PJ | PG | PE | PP | GF | GC | DG  | Pts. | Clasificado a                |
| ---- | ------------------- | -- | -- | -- | -- | -- | -- | --- | ---- | ---------------------------- |
| 1    | 'Alipio Ponce'      | 3  | 3  | 0  | 1  | 17 | 7  | 10  | 9    | Etapas Finales (Semifinales) |
| 2    | Unión Comercial     | 3  | 2  | 1  | 1  | 9  | 7  | 2   | 7    |                              |
| 3    | Deportivo Municipal | 4  | 0  | 1  | 3  | 3  | 15 | –12 | –2   |                              |

| Fecha                  | Local               | Resultado         | Visitante           | Estadio                  |
| ---------------------- | ------------------- | ----------------- | ------------------- | ------------------------ |
| 8 de julio - Fecha 1.  | Deportivo Municipal | 1 – 1             | Unión Comercial     | Mariscal Benavides       |
| 15 de julio - Fecha 2. | Deportivo Municipal | 2 – 6             | Alipio Ponce        | Mariscal Benavides       |
| 22 de julio - Fecha 3. | Alipio Ponce        | 5 – 2             | Unión Comercial     | Gran Kuélap              |
| 29 de julio - Fecha 4. | Unión Comercial     | (w. o.) 3 – 0 (*) | Deportivo Municipal | Sarita López de Alvarado |
| 5 de agosto - Fecha 5. | Alipio Ponce        | 5 – 0             | Deportivo Municipal | Gran Kuélap              |
| 12 de agosto - Fecha 6 | Unión Comercial     | 3 – 1             | Alipio Ponce        | Sarita López de Alvarado |

(*) Perdió por Walkover: Luego de la perder el partido por Walkover, aparentemente se le habrían restado 3 puntos a Deportivo Municipal.

#### Etapas Finales
|  | Semifinales 19 y 26 de agosto. | Semifinales 19 y 26 de agosto. | Semifinales 19 y 26 de agosto. |   |              | Final 29 de agosto. | Final 29 de agosto. |  |
|  |                                |                                |                                |   |              |                     |                     |  |
|  |                                |                                |                                |   |              |                     |                     |  |
|  | Deportivo Santa Rosa           | 3                              | 1                              |   |              |                     |                     |  |
|  | Deportivo Santa Rosa           | 3                              | 1                              |   |              |                     |                     |  |
|  | 'Alipio Ponce' (v.)            | 3                              | 1                              |   |              |                     |                     |  |
|  | 'Alipio Ponce' (v.)            | 3                              | 1                              |   | Alipio Ponce | 1                   |                     |  |
|  |                                |                                |                                |   | Alipio Ponce | 1                   |                     |  |
|  |                                |                                | 'Bagua Grande F. C.'           | 5 |              |                     |                     |  |
|  | Cultural Sachapuyos            | 1                              | 'Bagua Grande F. C.'           | 5 | 2            |                     |                     |  |
|  | Cultural Sachapuyos            | 1                              |                                |   | 2            |                     |                     |  |
|  | 'Bagua Grande F. C.'           | 1                              | 3                              |   |              |                     |                     |  |
|  | 'Bagua Grande F. C.'           | 1                              | 3                              |   |              |                     |                     |  |
|  |                                |                                |                                |   |              |                     |                     |  |

##### Semifinales
| Fecha         | Local                | Resultado | Visitante            | Estadio                  |
| ------------- | -------------------- | --------- | -------------------- | ------------------------ |
|               | 'Alipio Ponce'       | (v) 4 – 4 | Deportivo Santa Rosa |                          |
| 19 de agosto. | Deportivo Santa Rosa | 3 – 3     | Alipio Ponce         | San Luis de Bagua Grande |
| 26 de agosto. | Alipio Ponce         | 1 – 1     | Deportivo Santa Rosa | Gran Kuélap              |
|               | 'Bagua Grande F. C.' | 4 – 3     | Cultural Sachapuyos  |                          |
| 19 de agosto. | Cultutal Sachapuyos  | 1 – 1     | Bagua Grande F. C.   | Gran Kuélap              |
| 26 de agosto. | Bagua Grande F. C.   | 3 – 2     | Cultutal Sachapuyos  | San Luis de Bagua Grande |

##### Final
| Fecha         | Local                | Resultado | Visitante    | Estadio                   |
| ------------- | -------------------- | --------- | ------------ | ------------------------- |
| 29 de agosto. | 'Bagua Grande F. C.' | 5 – 1     | Alipio Ponce | San Luis de Bagua Grande. |

| 'Bagua Grande F. C.' |
| Campeón              |
| 3.° título           |

### Equipos Clasificados a la Copa Perú
| Pos. | Club               | Liga Provincial                       | Liga Distrital             | Entrenador | Estadio                  |
| ---- | ------------------ | ------------------------------------- | -------------------------- | ---------- | ------------------------ |
| 1    | Bagua Grande F. C. | Campeón de Utcubamba.                 | Campeón de Bagua Grande.   | Alex Celis | San Luis de Bagua Grande |
| 2    | Alipio Ponce       | No se disputó la Liga de Chachapoyas. | Subcampeón de Chachapoyas. |            | Gran Kuélap              |

## Liga Departamental de Áncash
Se jugó en el Departamento de Áncash en dos series compuestas por 16 equipos cada una, cada serie por eliminación directa a doble partido en 4 rondas. Los ganadores de cada serie se clasificaron para la final departamental y para la Etapa Nacional.
Las provincias de Carhuaz, Casma, Huarmey y Santa clasificaron tres equipos cada una, Aija, Bolognesi, Huaraz, Huari, Huaylas, Mariscal Luzuriaga, Ocros, Recuay y Yungay clasificaron dos equipos cada una; Carlos F. Fitzcarrald y Sihuas clasificaron a un solo equipo. Las provincias de Antonio Raymondi, Asunción, Corongo, Pallasca, Pomabamba no organizaron Liga Provincial por lo tanto no clasificaron equipos para la etapa departamental. 

### Equipos clasificados
| Club                   | Liga Provincial                                | Liga Distrital                  | Entrenador         | Estadio                   |
| ---------------------- | ---------------------------------------------- | ------------------------------- | ------------------ | ------------------------- |
| La Trinidad            | Campeón de Aija.                               | Campeón de La Merced.           |                    | El Ingenio                |
| Buenos Aires           | Subcampeón de Ajia.                            | Subcampeón de Aija.             |                    | Leoncio Prado             |
| Nevado Chiuruco        | Campeón de Bolognesi.                          | Campeón de Huallanca.           |                    | Municipal de Huallanca    |
| Deportivo El Chasqui   | Subcampeón de Bolognesi.                       | Campeón de Cólquioc.            |                    | Municipal de Chasquitambo |
| Estrella Roja de Maya  | Campeón de Carhuaz.                            | Campeón de Carhuaz.             |                    | Capitán Mejía             |
| Social Anta            | Subcampeón de Carhuaz.                         | Campeón de Anta.                |                    | Capitán Mejía             |
| Defensor River Santa   | Tercero de Carhuaz.                            | Subcampeón de Carhuaz.          |                    | Capitán Mejía             |
| José Olaya             | No se disputó la Liga de Carlos F. Fitzcarrald | Campeón de San Luis.            |                    | Municipal de San Luis     |
| Centro Unión Carrizal  | Campeón de Casma.                              | Campeón de Casma.               |                    | Valeriano López           |
| Deportivo Cenepa       | Subcampeón de Casma.                           | Campeón de Buena Vista Alta.    |                    | Valeriano López           |
| Defensor Callima       | Tercero de Casma.                              | Campeón de Pariacoto            |                    | Municipal de Pariacoto    |
| Sport Áncash           | Campeón de Huaraz.                             | Incorporado directamente.       | Matías Tatangelo   | Rosas Pampa               |
| Caballeros de la Ley   | Subcampeón de Huaraz.                          | Subcampeón de Huaraz.           | Celestino Huaranga | Rosas Pampa               |
| Líderes de Huaripampa  | Campeón de Huari.                              | Campeón de San Marcos.          |                    | Municipal de San Marcos   |
| Sport Conchukos        | Subcampeón de Huari.                           | Campeón de Huari                |                    | Colegio Gonzales Prada    |
| Santo Domingo          | Campeón de Huarmey.                            | Campeón de Huarmey.             |                    | Modelo de Huarmey         |
| Industrial Laguna      | Subcampeón de Huarmey.                         | Campeón de Culebras.            |                    | Modelo de Huarmey         |
| Juventud Barbacay      | Tercero de Huarmey.                            | Subcampeón de Valle de Huarmey. |                    | 13 de Junio del Valle     |
| Las Palmeras           | Campeón de Huaylas.                            | Campeón de Caraz                |                    | Gerardo Lara Guerrero     |
| Sport Chavín           | Subcampeón de Huaylas.                         | Subampeón de Caraz              | Richard Velásquez  | Gerardo Lara Guerrero     |
| San Miguel             | Campeón de Mariscal Luzuriaga.                 | Campeón de Piscobamba.          |                    | Manzana Pampa             |
| Unión Primavera        | Subcampeón de Mariscal Luzuriaga.              | Campeón de Casca.               |                    | Manzana Pampa             |
| Unión Oncoy            | Campeón de Ocros.                              | Distrito de Ocros.              |                    | Municipal de Ocros        |
| Inmaculada Concepción  | Subcampeón de Ocros.                           | Campeón de Cochas.              |                    | Municipal de Cochas       |
| Sport Juventud Cátac   | Campeón de Recuay.                             | Campeón de Cátac                |                    | Municipal de Cátac        |
| Sport La Libertad      | Subcampeón de Recuay.                          | Campeón de Recuay               | Julio César Aban   | Municipal de Recuay       |
| Academia SIPESA        | Campeón de Santa.                              | Campeón de Nuevo Chimbote.      |                    | Manuel Rivera Sánchez     |
| Los Turrys de El Acero | Subcampeón de Santa.                           | Campeón de Chimbote.            |                    | Manuel Rivera Sánchez     |
| CAP Vinzos             | Tercero de Santa.                              | Campeón de Santa.               |                    | San Bartolo               |
| Primavera              | Campeón de Sihuas.                             | Campeón de Shiuas               |                    | Héroes del Cenepa         |
| Defensor Pariantana    | Campeón de Yungay.                             | Subcampeón de Yungay.           |                    | Fernández de Yungay       |
| San Juan Bautista      | Subcampeón de Yungay.                          | Campeón de Matacoto             |                    | Fernández de Yungay       |

### Resultados y desarrollo

#### Serie A
|  | Octavos de final 1 de julio (ida). 7 y 8 de julio (vuelta). | Octavos de final 1 de julio (ida). 7 y 8 de julio (vuelta). | Octavos de final 1 de julio (ida). 7 y 8 de julio (vuelta). |   |                       | Cuartos de final 15 de julio (ida). 21 y 22 de julio (vuelta). | Cuartos de final 15 de julio (ida). 21 y 22 de julio (vuelta). | Cuartos de final 15 de julio (ida). 21 y 22 de julio (vuelta). |  |                       | Semifinales 25 de julio (ida). 29 de julio (vuelta). | Semifinales 25 de julio (ida). 29 de julio (vuelta). | Semifinales 25 de julio (ida). 29 de julio (vuelta). |  |                       | Final 5 de agosto (ida). 12 de agosto (vuelta). | Final 5 de agosto (ida). 12 de agosto (vuelta). | Final 5 de agosto (ida). 12 de agosto (vuelta). |  |
|  |                                                             |                                                             |                                                             |   |                       |                                                                |                                                                |                                                                |  |                       |                                                      |                                                      |                                                      |  |                       |                                                 |                                                 |                                                 |  |
|  |                                                             |                                                             |                                                             |   |                       |                                                                |                                                                |                                                                |  |                       |                                                      |                                                      |                                                      |  |                       |                                                 |                                                 |                                                 |  |
|  | Unión Oncoy                                                 | 0                                                           | 1                                                           |   |                       |                                                                |                                                                |                                                                |  |                       |                                                      |                                                      |                                                      |  |                       |                                                 |                                                 |                                                 |  |
|  | Unión Oncoy                                                 | 0                                                           | 1                                                           |   |                       |                                                                |                                                                |                                                                |  |                       |                                                      |                                                      |                                                      |  |                       |                                                 |                                                 |                                                 |  |
|  | Buenos Aires                                                | 2                                                           | 2                                                           |   |                       |                                                                |                                                                |                                                                |  |                       |                                                      |                                                      |                                                      |  |                       |                                                 |                                                 |                                                 |  |
|  | Buenos Aires                                                | 2                                                           | 2                                                           |   | Buenos Aires          | 1                                                              | 0                                                              |                                                                |  |                       |                                                      |                                                      |                                                      |  |                       |                                                 |                                                 |                                                 |  |
|  |                                                             |                                                             |                                                             |   | Buenos Aires          | 1                                                              | 0                                                              |                                                                |  |                       |                                                      |                                                      |                                                      |  |                       |                                                 |                                                 |                                                 |  |
|  |                                                             |                                                             | Líderes de Huaripampa                                       | 2 | 5                     |                                                                |                                                                |                                                                |  |                       |                                                      |                                                      |                                                      |  |                       |                                                 |                                                 |                                                 |  |
|  | Sport La Libertad                                           | 2                                                           | Líderes de Huaripampa                                       | 2 | 5                     | 0                                                              |                                                                |                                                                |  |                       |                                                      |                                                      |                                                      |  |                       |                                                 |                                                 |                                                 |  |
|  | Sport La Libertad                                           | 2                                                           |                                                             |   |                       |                                                                |                                                                |                                                                |  |                       |                                                      |                                                      |                                                      |  |                       |                                                 |                                                 |                                                 |  |
|  | Líderes de Huaripampa (v.)                                  | 1                                                           | 1                                                           |   |                       |                                                                |                                                                |                                                                |  |                       |                                                      |                                                      |                                                      |  |                       |                                                 |                                                 |                                                 |  |
|  | Líderes de Huaripampa (v.)                                  | 1                                                           | 1                                                           |   |                       |                                                                |                                                                |                                                                |  | Líderes de Huaripampa | 1                                                    | 3                                                    |                                                      |  |                       |                                                 |                                                 |                                                 |  |
|  |                                                             |                                                             |                                                             |   |                       |                                                                |                                                                |                                                                |  | Líderes de Huaripampa | 1                                                    | 3                                                    |                                                      |  |                       |                                                 |                                                 |                                                 |  |
|  |                                                             |                                                             | Sport Juventud Cátac                                        | 1 | 2                     |                                                                |                                                                |                                                                |  |                       |                                                      |                                                      |                                                      |  |                       |                                                 |                                                 |                                                 |  |
|  | Sport Conchukos                                             | 2                                                           | Sport Juventud Cátac                                        | 1 | 2                     | 3                                                              |                                                                |                                                                |  |                       |                                                      |                                                      |                                                      |  |                       |                                                 |                                                 |                                                 |  |
|  | Sport Conchukos                                             | 2                                                           |                                                             |   |                       |                                                                |                                                                |                                                                |  |                       |                                                      |                                                      |                                                      |  |                       |                                                 |                                                 |                                                 |  |
|  | Nevado Chiuruco                                             | 2                                                           | 1                                                           |   |                       |                                                                |                                                                |                                                                |  |                       |                                                      |                                                      |                                                      |  |                       |                                                 |                                                 |                                                 |  |
|  | Nevado Chiuruco                                             | 2                                                           | 1                                                           |   | Sport Conchukos       | 1                                                              | 0                                                              |                                                                |  |                       |                                                      |                                                      |                                                      |  |                       |                                                 |                                                 |                                                 |  |
|  |                                                             |                                                             |                                                             |   | Sport Conchukos       | 1                                                              | 0                                                              |                                                                |  |                       |                                                      |                                                      |                                                      |  |                       |                                                 |                                                 |                                                 |  |
|  |                                                             |                                                             | Sport Juventud Cátac                                        | 3 | 3                     |                                                                |                                                                |                                                                |  |                       |                                                      |                                                      |                                                      |  |                       |                                                 |                                                 |                                                 |  |
|  | La Trinidad.                                                | -                                                           | Sport Juventud Cátac                                        | 3 | 3                     | (*)                                                            |                                                                |                                                                |  |                       |                                                      |                                                      |                                                      |  |                       |                                                 |                                                 |                                                 |  |
|  | La Trinidad.                                                | -                                                           |                                                             |   |                       |                                                                |                                                                |                                                                |  |                       |                                                      |                                                      |                                                      |  |                       |                                                 |                                                 |                                                 |  |
|  | Sport Juventud Cátac                                        | -                                                           | (*)                                                         |   |                       |                                                                |                                                                |                                                                |  |                       |                                                      |                                                      |                                                      |  |                       |                                                 |                                                 |                                                 |  |
|  | Sport Juventud Cátac                                        | -                                                           | (*)                                                         |   |                       |                                                                |                                                                |                                                                |  |                       |                                                      |                                                      |                                                      |  | Líderes de Huaripampa | 0                                               | 1                                               |                                                 |  |
|  |                                                             |                                                             |                                                             |   |                       |                                                                |                                                                |                                                                |  |                       |                                                      |                                                      |                                                      |  | Líderes de Huaripampa | 0                                               | 1                                               |                                                 |  |
|  |                                                             |                                                             | Sport Áncash                                                | 0 | 3                     |                                                                |                                                                |                                                                |  |                       |                                                      |                                                      |                                                      |  |                       |                                                 |                                                 |                                                 |  |
|  | San Juan Bautista                                           | 0                                                           | Sport Áncash                                                | 0 | 3                     | 4                                                              |                                                                |                                                                |  |                       |                                                      |                                                      |                                                      |  |                       |                                                 |                                                 |                                                 |  |
|  | San Juan Bautista                                           | 0                                                           |                                                             |   |                       |                                                                |                                                                |                                                                |  |                       |                                                      |                                                      |                                                      |  |                       |                                                 |                                                 |                                                 |  |
|  | Estrella Roja de Maya                                       | 2                                                           | 7                                                           |   |                       |                                                                |                                                                |                                                                |  |                       |                                                      |                                                      |                                                      |  |                       |                                                 |                                                 |                                                 |  |
|  | Estrella Roja de Maya                                       | 2                                                           | 7                                                           |   | Estrella Roja de Maya | 3                                                              | 0                                                              |                                                                |  |                       |                                                      |                                                      |                                                      |  |                       |                                                 |                                                 |                                                 |  |
|  |                                                             |                                                             |                                                             |   | Estrella Roja de Maya | 3                                                              | 0                                                              |                                                                |  |                       |                                                      |                                                      |                                                      |  |                       |                                                 |                                                 |                                                 |  |
|  |                                                             |                                                             | Social Anta                                                 | 3 | 1                     |                                                                |                                                                |                                                                |  |                       |                                                      |                                                      |                                                      |  |                       |                                                 |                                                 |                                                 |  |
|  | Social Anta                                                 | 4                                                           | Social Anta                                                 | 3 | 1                     | 1                                                              |                                                                |                                                                |  |                       |                                                      |                                                      |                                                      |  |                       |                                                 |                                                 |                                                 |  |
|  | Social Anta                                                 | 4                                                           |                                                             |   |                       |                                                                |                                                                |                                                                |  |                       |                                                      |                                                      |                                                      |  |                       |                                                 |                                                 |                                                 |  |
|  | Defensor Pariantana                                         | 0                                                           | 2                                                           |   |                       |                                                                |                                                                |                                                                |  |                       |                                                      |                                                      |                                                      |  |                       |                                                 |                                                 |                                                 |  |
|  | Defensor Pariantana                                         | 0                                                           | 2                                                           |   |                       |                                                                |                                                                |                                                                |  | Social Anta           | 1                                                    | 0                                                    |                                                      |  |                       |                                                 |                                                 |                                                 |  |
|  |                                                             |                                                             |                                                             |   |                       |                                                                |                                                                |                                                                |  | Social Anta           | 1                                                    | 0                                                    |                                                      |  |                       |                                                 |                                                 |                                                 |  |
|  |                                                             |                                                             | Sport Áncash                                                | 7 | 12                    |                                                                |                                                                |                                                                |  |                       |                                                      |                                                      |                                                      |  |                       |                                                 |                                                 |                                                 |  |
|  | Las Palmeras                                                | 0                                                           | Sport Áncash                                                | 7 | 12                    | 1                                                              |                                                                |                                                                |  |                       |                                                      |                                                      |                                                      |  |                       |                                                 |                                                 |                                                 |  |
|  | Las Palmeras                                                | 0                                                           |                                                             |   |                       |                                                                |                                                                |                                                                |  |                       |                                                      |                                                      |                                                      |  |                       |                                                 |                                                 |                                                 |  |
|  | Sport Áncash                                                | 2                                                           | 7                                                           |   |                       |                                                                |                                                                |                                                                |  |                       |                                                      |                                                      |                                                      |  |                       |                                                 |                                                 |                                                 |  |
|  | Sport Áncash                                                | 2                                                           | 7                                                           |   | Sport Áncash          | 1                                                              | 2                                                              |                                                                |  |                       |                                                      |                                                      |                                                      |  |                       |                                                 |                                                 |                                                 |  |
|  |                                                             |                                                             |                                                             |   | Sport Áncash          | 1                                                              | 2                                                              |                                                                |  |                       |                                                      |                                                      |                                                      |  |                       |                                                 |                                                 |                                                 |  |
|  |                                                             |                                                             | Caballeros de la Ley                                        | 1 | 0                     |                                                                |                                                                |                                                                |  |                       |                                                      |                                                      |                                                      |  |                       |                                                 |                                                 |                                                 |  |
|  | Caballeros de la Ley                                        | 6                                                           | Caballeros de la Ley                                        | 1 | 0                     | 2                                                              |                                                                |                                                                |  |                       |                                                      |                                                      |                                                      |  |                       |                                                 |                                                 |                                                 |  |
|  | Caballeros de la Ley                                        | 6                                                           |                                                             |   |                       |                                                                |                                                                |                                                                |  |                       |                                                      |                                                      |                                                      |  |                       |                                                 |                                                 |                                                 |  |
|  | Sport Chavín                                                | 2                                                           | 1                                                           |   |                       |                                                                |                                                                |                                                                |  |                       |                                                      |                                                      |                                                      |  |                       |                                                 |                                                 |                                                 |  |
|  | Sport Chavín                                                | 2                                                           | 1                                                           |   |                       |                                                                |                                                                |                                                                |  |                       |                                                      |                                                      |                                                      |  |                       |                                                 |                                                 |                                                 |  |
|  |                                                             |                                                             |                                                             |   |                       |                                                                |                                                                |                                                                |  |                       |                                                      |                                                      |                                                      |  |                       |                                                 |                                                 |                                                 |  |

- Los equipos ubicados en la parte inferior de cada llave jugaron el partido de vuelta en condición de local.

##### Octavos de final
| Fecha       | Local                   | Resultado  | Visitante              | Estadio                 |
| ----------- | ----------------------- | ---------- | ---------------------- | ----------------------- |
|             | 'Buenos Aires'          | 4 − 1      | Unión Oncoy            |                         |
| 1 de julio. | Unión Oncoy             | 0 − 2      | Buenos Aires           | Municipal de Ocros      |
| 8 de julio. | Buenos Aires            | 2 − 1      | Unión Oncoy            | Leoncio Prado           |
|             | 'Líderes de Huaripampa' | (v.) 2 − 2 | Sport La Libertad      |                         |
| 1 de julio. | Sport La Libertad       | 2 − 1      | Líderes de Huaripampa  | Municipal de Recuay     |
| 8 de julio. | Líderes de Huaripampa   | 1 − 0      | Sport La Libertad      | Municipal de San Marcos |
|             | Nevado Chiuruco         | 3 − 5      | 'Sport Conchukos'      |                         |
| 1 de julio. | Sport Conchukos         | 2 − 2      | Nevado Chiuruco        | Colegio Gonzales Prada  |
| 8 de julio. | Nevado Chiuruco         | 1 − 3      | Sport Conchukos        | Municipal de Huallanca  |
|             | Sport Juventud Cátac    | Cancelado. | La Trinidad            |                         |
| -           | La Trinidad             | Cancelado. | Sport Juventud Cátac   | -                       |
| -           | Sport Juventud Cátac    | Cancelado. | La Trinidad            | -                       |
|             | 'Estrella Roja de Maya' | 9 − 4      | San Juan Bautista      |                         |
| 1 de julio. | San Juan Bautista       | 0 − 2      | Estrella Roja de Maya  | Fernández de Yungay     |
| 8 de julio. | Estrella Roja de Maya   | 7 − 4      | San Juan Bautista      | Capitán Mejía           |
|             | Defensor Pariantana     | 2 − 5      | 'Social Anta'          |                         |
| 1 de julio. | Social Anta             | 4 − 0      | Defensor Pariantana    | Capitán Mejía           |
| 8 de julio. | Defensor Pariantana     | 2 − 1      | Social Anta            | Fernández de Yungay     |
|             | 'Sport Áncash'          | 9 − 1      | Las Palmeras           |                         |
| 1 de julio. | Las Palmeras            | 0 − 2      | Sport Áncash           | Gerardo Lara Guerrero   |
| 8 de julio. | Sport Áncash            | 7 − 1      | Las Palmeras           | Rosas Pampa             |
|             | Sport Chavín            | 3 − 8      | 'Caballeros de la Ley' |                         |
| 1 de julio. | Caballeros de la Ley    | 6 − 2      | Sport Chavín           | Rosas Pampa             |
| 8 de julio. | Sport Chavín            | 1 − 2      | Caballeros de la Ley   | Gerardo Lara Guerrero   |

##### Cuartos de final
| Fecha        | Local                   | Resultado | Visitante             | Estadio                 |
| ------------ | ----------------------- | --------- | --------------------- | ----------------------- |
|              | 'Líderes de Huaripampa' | 7 − 1     | Buenos Aires          |                         |
| 15 de julio. | Buenos Aires            | 1 − 2     | Líderes de Huaripampa | Leoncio Prado           |
| 22 de julio. | Líderes de Huaripampa   | 5 − 0     | Buenos Aires          | Municipal de San Marcos |
|              | Sport Juventud Cátac    | 6 − 1     | Sport Conchukos       |                         |
| 15 de julio. | Sport Conchukos         | 1 − 3     | Sport Juventud Cátac  | Colegio Gonzales Prada  |
| 22 de julio. | Sport Juventud Cátac    | 3 − 0     | Sport Conchukos       | Municipal de Cátac      |
|              | 'Social Anta'           | 4 − 3     | Estrella Roja de Maya |                         |
| 15 de julio. | Estrella Roja de Maya   | 3 − 3     | Social Anta           | Capitán Mejía           |
| 22 de julio. | Social Anta             | 1 − 0     | Estrella Roja de Maya | Capitán Mejía           |
|              | Caballeros de la Ley    | 1 − 3     | 'Sport Áncash'        |                         |
| 15 de julio. | Sport Áncash            | 1 − 1     | Caballeros de la Ley  | Rosas Pampa             |
| 22 de julio. | Caballeros de la Ley    | 0 − 2     | Sport Áncash          | Rosas Pampa             |

##### Semifinales
| Fecha        | Local                 | Resultado | Visitante               | Estadio                 |
| ------------ | --------------------- | --------- | ----------------------- | ----------------------- |
|              | Sport Juventud Cátac  | 3 − 4     | 'Líderes de Huaripampa' |                         |
| 25 de julio. | Líderes de Huaripampa | 1 − 1     | Sport Juventud Cátac    | Municipal de San Marcos |
| 29 de julio. | Sport Juventud Cátac  | 2 − 3     | Líderes de Huaripampa   | Municipal de Cátac      |
|              | 'Sport Áncash'        | 19 − 1    | Social Anta             |                         |
| 25 de julio. | Social Anta           | 1 − 7     | Sport Áncash            | Capitán Mejía           |
| 29 de julio. | Sport Áncash          | 12 − 0    | Social Anta             | Rosas Pampa             |

##### Final
| Fecha         | Local                 | Resultado | Visitante             | Estadio                 |
| ------------- | --------------------- | --------- | --------------------- | ----------------------- |
|               | 'Sport Áncash'        | 3 − 1     | Líderes de Huaripampa |                         |
| 5 de agosto.  | Líderes de Huaripampa | 0 − 0     | Sport Áncash          | Municipal de San Marcos |
| 12 de agosto. | Sport Áncash          | 3 − 1     | Líderes de Huaripampa | Rosas Pampa             |

#### Serie B
|  | Octavos de final 1 de julio (ida). 7 y 8 de julio (vuelta). | Octavos de final 1 de julio (ida). 7 y 8 de julio (vuelta). | Octavos de final 1 de julio (ida). 7 y 8 de julio (vuelta). |   |                           | Cuartos de final 15 de julio (ida). 21 y 22 de julio (vuelta). | Cuartos de final 15 de julio (ida). 21 y 22 de julio (vuelta). | Cuartos de final 15 de julio (ida). 21 y 22 de julio (vuelta). |  |                 | Semifinales 25 de julio y 16 de agosto (ida). 29 de julio y 19 de agosto (vuelta). | Semifinales 25 de julio y 16 de agosto (ida). 29 de julio y 19 de agosto (vuelta). | Semifinales 25 de julio y 16 de agosto (ida). 29 de julio y 19 de agosto (vuelta). |  |                 | Final 21 de agosto (ida). 23 de agosto (vuelta). | Final 21 de agosto (ida). 23 de agosto (vuelta). | Final 21 de agosto (ida). 23 de agosto (vuelta). |  |
|  |                                                             |                                                             |                                                             |   |                           |                                                                |                                                                |                                                                |  |                 |                                                                                    |                                                                                    |                                                                                    |  |                 |                                                  |                                                  |                                                  |  |
|  |                                                             |                                                             |                                                             |   |                           |                                                                |                                                                |                                                                |  |                 |                                                                                    |                                                                                    |                                                                                    |  |                 |                                                  |                                                  |                                                  |  |
|  | Inmaculada Concepción                                       | 1                                                           | 0                                                           |   |                           |                                                                |                                                                |                                                                |  |                 |                                                                                    |                                                                                    |                                                                                    |  |                 |                                                  |                                                  |                                                  |  |
|  | Inmaculada Concepción                                       | 1                                                           | 0                                                           |   |                           |                                                                |                                                                |                                                                |  |                 |                                                                                    |                                                                                    |                                                                                    |  |                 |                                                  |                                                  |                                                  |  |
|  | Academia SIPESA                                             | 3                                                           | 13                                                          |   |                           |                                                                |                                                                |                                                                |  |                 |                                                                                    |                                                                                    |                                                                                    |  |                 |                                                  |                                                  |                                                  |  |
|  | Academia SIPESA                                             | 3                                                           | 13                                                          |   | Academia SIPESA           | 7                                                              | 3                                                              |                                                                |  |                 |                                                                                    |                                                                                    |                                                                                    |  |                 |                                                  |                                                  |                                                  |  |
|  |                                                             |                                                             |                                                             |   | Academia SIPESA           | 7                                                              | 3                                                              |                                                                |  |                 |                                                                                    |                                                                                    |                                                                                    |  |                 |                                                  |                                                  |                                                  |  |
|  |                                                             |                                                             | Deportivo Cenepa                                            | 0 | 1                         |                                                                |                                                                |                                                                |  |                 |                                                                                    |                                                                                    |                                                                                    |  |                 |                                                  |                                                  |                                                  |  |
|  | Deportivo El Chasqui                                        | 3                                                           | Deportivo Cenepa                                            | 0 | 1                         | 2                                                              |                                                                |                                                                |  |                 |                                                                                    |                                                                                    |                                                                                    |  |                 |                                                  |                                                  |                                                  |  |
|  | Deportivo El Chasqui                                        | 3                                                           |                                                             |   |                           |                                                                |                                                                |                                                                |  |                 |                                                                                    |                                                                                    |                                                                                    |  |                 |                                                  |                                                  |                                                  |  |
|  | Deportivo Cenepa                                            | 3                                                           | 4                                                           |   |                           |                                                                |                                                                |                                                                |  |                 |                                                                                    |                                                                                    |                                                                                    |  |                 |                                                  |                                                  |                                                  |  |
|  | Deportivo Cenepa                                            | 3                                                           | 4                                                           |   |                           |                                                                |                                                                |                                                                |  | Academia SIPESA | 4                                                                                  | 2                                                                                  |                                                                                    |  |                 |                                                  |                                                  |                                                  |  |
|  |                                                             |                                                             |                                                             |   |                           |                                                                |                                                                |                                                                |  | Academia SIPESA | 4                                                                                  | 2                                                                                  |                                                                                    |  |                 |                                                  |                                                  |                                                  |  |
|  |                                                             |                                                             | Centro Unión Carrizal                                       | 1 | 0                         |                                                                |                                                                |                                                                |  |                 |                                                                                    |                                                                                    |                                                                                    |  |                 |                                                  |                                                  |                                                  |  |
|  | Centro Unión Carrizal                                       | 3                                                           | Centro Unión Carrizal                                       | 1 | 0                         | 4                                                              |                                                                |                                                                |  |                 |                                                                                    |                                                                                    |                                                                                    |  |                 |                                                  |                                                  |                                                  |  |
|  | Centro Unión Carrizal                                       | 3                                                           |                                                             |   |                           |                                                                |                                                                |                                                                |  |                 |                                                                                    |                                                                                    |                                                                                    |  |                 |                                                  |                                                  |                                                  |  |
|  | Santo Domingo                                               | 1                                                           | 1                                                           |   |                           |                                                                |                                                                |                                                                |  |                 |                                                                                    |                                                                                    |                                                                                    |  |                 |                                                  |                                                  |                                                  |  |
|  | Santo Domingo                                               | 1                                                           | 1                                                           |   | Centro Unión Carrizal (*) | 3                                                              | 1                                                              |                                                                |  |                 |                                                                                    |                                                                                    |                                                                                    |  |                 |                                                  |                                                  |                                                  |  |
|  |                                                             |                                                             |                                                             |   | Centro Unión Carrizal (*) | 3                                                              | 1                                                              |                                                                |  |                 |                                                                                    |                                                                                    |                                                                                    |  |                 |                                                  |                                                  |                                                  |  |
|  |                                                             |                                                             | Los Turrys de El Acero                                      | 3 | 0                         |                                                                |                                                                |                                                                |  |                 |                                                                                    |                                                                                    |                                                                                    |  |                 |                                                  |                                                  |                                                  |  |
|  | Industrial Laguna                                           | 0                                                           | Los Turrys de El Acero                                      | 3 | 0                         | 0                                                              |                                                                |                                                                |  |                 |                                                                                    |                                                                                    |                                                                                    |  |                 |                                                  |                                                  |                                                  |  |
|  | Industrial Laguna                                           | 0                                                           |                                                             |   |                           |                                                                |                                                                |                                                                |  |                 |                                                                                    |                                                                                    |                                                                                    |  |                 |                                                  |                                                  |                                                  |  |
|  | Los Turrys de El Acero                                      | 3                                                           | 11                                                          |   |                           |                                                                |                                                                |                                                                |  |                 |                                                                                    |                                                                                    |                                                                                    |  |                 |                                                  |                                                  |                                                  |  |
|  | Los Turrys de El Acero                                      | 3                                                           | 11                                                          |   |                           |                                                                |                                                                |                                                                |  |                 |                                                                                    |                                                                                    |                                                                                    |  | Academia SIPESA | 1                                                | 2                                                |                                                  |  |
|  |                                                             |                                                             |                                                             |   |                           |                                                                |                                                                |                                                                |  |                 |                                                                                    |                                                                                    |                                                                                    |  | Academia SIPESA | 1                                                | 2                                                |                                                  |  |
|  |                                                             |                                                             | CAP Vinzos                                                  | 0 | 2                         |                                                                |                                                                |                                                                |  |                 |                                                                                    |                                                                                    |                                                                                    |  |                 |                                                  |                                                  |                                                  |  |
|  | Primavera                                                   | 5                                                           | CAP Vinzos                                                  | 0 | 2                         | 1                                                              |                                                                |                                                                |  |                 |                                                                                    |                                                                                    |                                                                                    |  |                 |                                                  |                                                  |                                                  |  |
|  | Primavera                                                   | 5                                                           |                                                             |   |                           |                                                                |                                                                |                                                                |  |                 |                                                                                    |                                                                                    |                                                                                    |  |                 |                                                  |                                                  |                                                  |  |
|  | Unión Primavera                                             | 1                                                           | 3                                                           |   |                           |                                                                |                                                                |                                                                |  |                 |                                                                                    |                                                                                    |                                                                                    |  |                 |                                                  |                                                  |                                                  |  |
|  | Unión Primavera                                             | 1                                                           | 3                                                           |   | Primavera                 | 0                                                              | 2                                                              |                                                                |  |                 |                                                                                    |                                                                                    |                                                                                    |  |                 |                                                  |                                                  |                                                  |  |
|  |                                                             |                                                             |                                                             |   | Primavera                 | 0                                                              | 2                                                              |                                                                |  |                 |                                                                                    |                                                                                    |                                                                                    |  |                 |                                                  |                                                  |                                                  |  |
|  |                                                             |                                                             | José Olaya                                                  | 0 | 4                         |                                                                |                                                                |                                                                |  |                 |                                                                                    |                                                                                    |                                                                                    |  |                 |                                                  |                                                  |                                                  |  |
|  | José Olaya                                                  | 1                                                           | José Olaya                                                  | 0 | 4                         | 2                                                              |                                                                |                                                                |  |                 |                                                                                    |                                                                                    |                                                                                    |  |                 |                                                  |                                                  |                                                  |  |
|  | José Olaya                                                  | 1                                                           |                                                             |   |                           |                                                                |                                                                |                                                                |  |                 |                                                                                    |                                                                                    |                                                                                    |  |                 |                                                  |                                                  |                                                  |  |
|  | Defensor Callima                                            | 0                                                           | 1                                                           |   |                           |                                                                |                                                                |                                                                |  |                 |                                                                                    |                                                                                    |                                                                                    |  |                 |                                                  |                                                  |                                                  |  |
|  | Defensor Callima                                            | 0                                                           | 1                                                           |   |                           |                                                                |                                                                |                                                                |  | José Olaya      | 1                                                                                  | 0                                                                                  |                                                                                    |  |                 |                                                  |                                                  |                                                  |  |
|  |                                                             |                                                             |                                                             |   |                           |                                                                |                                                                |                                                                |  | José Olaya      | 1                                                                                  | 0                                                                                  |                                                                                    |  |                 |                                                  |                                                  |                                                  |  |
|  |                                                             |                                                             | CAP Vinzos                                                  | 1 | 3                         |                                                                |                                                                |                                                                |  |                 |                                                                                    |                                                                                    |                                                                                    |  |                 |                                                  |                                                  |                                                  |  |
|  | CAP Vinzos                                                  | 5                                                           | CAP Vinzos                                                  | 1 | 3                         | 3                                                              |                                                                |                                                                |  |                 |                                                                                    |                                                                                    |                                                                                    |  |                 |                                                  |                                                  |                                                  |  |
|  | CAP Vinzos                                                  | 5                                                           |                                                             |   |                           |                                                                |                                                                |                                                                |  |                 |                                                                                    |                                                                                    |                                                                                    |  |                 |                                                  |                                                  |                                                  |  |
|  | Juventud Barbacay                                           | 1                                                           | 1                                                           |   |                           |                                                                |                                                                |                                                                |  |                 |                                                                                    |                                                                                    |                                                                                    |  |                 |                                                  |                                                  |                                                  |  |
|  | Juventud Barbacay                                           | 1                                                           | 1                                                           |   | CAP Vinzos                | 7                                                              | 3                                                              |                                                                |  |                 |                                                                                    |                                                                                    |                                                                                    |  |                 |                                                  |                                                  |                                                  |  |
|  |                                                             |                                                             |                                                             |   | CAP Vinzos                | 7                                                              | 3                                                              |                                                                |  |                 |                                                                                    |                                                                                    |                                                                                    |  |                 |                                                  |                                                  |                                                  |  |
|  |                                                             |                                                             | Defensor River Santa                                        | 0 | 0                         |                                                                |                                                                |                                                                |  |                 |                                                                                    |                                                                                    |                                                                                    |  |                 |                                                  |                                                  |                                                  |  |
|  | San Miguel                                                  | 0                                                           | Defensor River Santa                                        | 0 | 0                         | 1                                                              |                                                                |                                                                |  |                 |                                                                                    |                                                                                    |                                                                                    |  |                 |                                                  |                                                  |                                                  |  |
|  | San Miguel                                                  | 0                                                           |                                                             |   |                           |                                                                |                                                                |                                                                |  |                 |                                                                                    |                                                                                    |                                                                                    |  |                 |                                                  |                                                  |                                                  |  |
|  | Defensor River Santa                                        | 2                                                           | 4                                                           |   |                           |                                                                |                                                                |                                                                |  |                 |                                                                                    |                                                                                    |                                                                                    |  |                 |                                                  |                                                  |                                                  |  |
|  | Defensor River Santa                                        | 2                                                           | 4                                                           |   |                           |                                                                |                                                                |                                                                |  |                 |                                                                                    |                                                                                    |                                                                                    |  |                 |                                                  |                                                  |                                                  |  |
|  |                                                             |                                                             |                                                             |   |                           |                                                                |                                                                |                                                                |  |                 |                                                                                    |                                                                                    |                                                                                    |  |                 |                                                  |                                                  |                                                  |  |

- Los equipos ubicados en la parte inferior de cada llave jugaron el partido de vuelta en condición de local. (*): Suspendido al término del primer tiempo: El partido de vuelta entre Los Turrys de El Acero y Unión Carrizal fue suspendido al término del primer tiempo después de que un jugador de Los Turrys agrediera al árbitro. El marcador en ese momento era de 0 - 1 (global 3 - 4) con lo cual Unión Carrizal avanzaba a la semifinal. Los Turrys presentaron una reclamación que evitó que se juegue la semifinal hasta que la FPF resolviera en segunda y última instancia su caso. Finalmente la FPF ratificó a Unión Carrizal como ganador de la serie y así este se clasificó para la semifinal.[56]

##### Octavos de final
| Fecha       | Local                    | Resultado | Visitante               | Estadio                       |
| ----------- | ------------------------ | --------- | ----------------------- | ----------------------------- |
|             | 'Academia SIPESA'        | 16 − 1    | Inmaculada Concepción   |                               |
| 1 de julio. | Inmaculada Concepción    | 1 − 3     | Academia SIPESA         | Municipal de Cochas           |
| 7 de julio. | Academia SIPESA          | 13 − 0    | Inmaculada Concepción   | Manuel Rivera Sánchez         |
|             | 'Deportivo Cenepa'       | 7 − 5     | Deportivo El Chasqui    |                               |
| 1 de julio. | Deportivo El Chasqui     | 3 − 3     | Deportivo Cenepa        | Municipal de Chasquitambo     |
| 8 de julio. | Deportivo Cenepa         | 4 − 2     | Deportivo El Chasqui    | Valeriano López               |
|             | Santo Domingo            | 2 − 7     | 'Centro Unión Carrizal' |                               |
| 1 de julio. | Centro Unión Carrizal    | 3 − 1     | Santo Domingo           | Valeriano López               |
| 7 de julio. | Santo Domingo            | 1 − 4     | Centro Unión Carrizal   | Modelo de Huarmey             |
|             | 'Los Turrys de El Acero' | 14 − 0    | Industrial Laguna       |                               |
| 1 de julio. | Industrial Laguna        | 0 − 3     | Los Turrys de El Acero  | Modelo de Huarmey             |
| 8 de julio. | Los Turrys de El Acero   | 11 − 0    | Industrial Laguna       | Manuel Rivera Sánchez         |
|             | Unión Primavera          | 4 − 4     | 'Primavera'             |                               |
| 1 de julio. | Primavera                | 5 − 1     | Unión Primavera         | Héroes del Cenepa             |
| 8 de julio. | Unión Primavera          | 3 − 1     | Primavera               | Manzana Pampa                 |
|             | Defensor Callima         | 1 − 3     | 'José Olaya'            |                               |
| 1 de julio. | José Olaya               | 1 − 0     | Defensor Callima        | Municipal de San Luis         |
| 8 de julio. | Defensor Callima         | 1 − 2     | José Olaya              | Municipal de Pariacoto        |
|             | Juventud Barbacay        | 2 − 8     | 'CAP Vinzos'            |                               |
| 1 de julio. | CAP Vinzos               | 5 − 1     | Juventud Barbacay       | San Bartolo                   |
| 8 de julio. | Juventud Barbacay        | 1 − 3     | CAP Vinzos              | Estadio 13 de Junio del Valle |
|             | 'Defensor River Santa'   | 6 − 1     | San Miguel              |                               |
| 1 de julio. | San Miguel               | 0 − 2     | Defensor River Santa    | Manzana Pampa                 |
| 8 de julio. | Defensor River Santa     | 4 − 1     | San Miguel              | Capitán Mejía                 |

##### Cuartos de final
| Fecha        | Local                  | Resultado | Visitante               | Estadio               |
| ------------ | ---------------------- | --------- | ----------------------- | --------------------- |
|              | Deportivo Cenepa       | 1 − 10    | 'Academia SIPESA'       |                       |
| 15 de julio. | Academia SIPESA        | 7 − 0     | Deportivo Cenepa        | Manuel Rivera Sánchez |
| 22 de julio. | Deportivo Cenepa       | 1 − 3     | Academia SIPESA         | Dimas Zegarra         |
|              | Los Turrys de El Acero | 3 − 4     | 'Centro Unión Carrizal' |                       |
| 15 de julio. | Centro Unión Carrizal  | 3 − 3     | Los Turrys de El Acero  | Valeriano López       |
| 22 de julio. | Los Turrys de El Acero | 0 − 1 (*) | Centro Unión Carrizal   | Manuel Rivera Sánchez |
|              | 'José Olaya'           | 4 − 2     | Primavera               |                       |
| 15 de julio. | Primavera              | 0 − 0     | José Olaya              | Héroes del Cenepa     |
| 22 de julio. | José Olaya             | 4 − 2     | Primavera               | Municipal de San Luis |
|              | Defensor River Santa   | 0 − 10    | 'CAP Vinzos'            |                       |
| 15 de julio. | CAP Vinzos             | 7 − 0     | Defensor River Santa    | San Bartolo           |
| 22 de julio. | Defensor River Santa   | 0 − 3     | CAP Vinzos              | Capitán Mejía         |

(*): Suspendido al término del primer tiempo: El partido de vuelta entre Los Turrys de El Acero y Unión Carrizal fue suspendido al término del primer tiempo después de que un jugador de Los Turrys agrediera al árbitro. El marcador en ese momento era de 0 - 1 (global 3 - 4) con lo cual Unión Carrizal avanzaba a la semifinal. Los Turrys presentaron una reclamación que evitó que se juegue la semifinal hasta que la FPF resolviera en segunda y última instancia su caso. Finalmente la FPF ratificó a Unión Carrizal como ganador de la serie y así este se clasificó para la semifinal.

##### Semifinales
| Fecha         | Local                 | Resultado | Visitante             | Estadio               |
| ------------- | --------------------- | --------- | --------------------- | --------------------- |
|               | Centro Unión Carrizal | 1 − 6     | 'Academia SIPESA'     |                       |
| 25 de julio.  | Academia SIPESA       | 4 − 1     | Centro Unión Carrizal | Manuel Rivera Sánchez |
| 29 de julio.  | Centro Unión Carrizal | 0 − 2     | Academia SIPESA       | Valeriano López       |
|               | 'CAP Vinzos'          | 4 − 1     | José Olaya            |                       |
| 16 de agosto. | José Olaya            | 1 − 1     | CAP Vinzos            | Municipal de San Luis |
| 19 de agosto. | CAP Vinzos            | 3 − 0     | José Olaya            | San Bartolo           |

##### Final
| Fecha         | Local           | Resultado | Visitante         | Estadio               |
| ------------- | --------------- | --------- | ----------------- | --------------------- |
|               | CAP Vinzos      | 2 − 3     | 'Academia SIPESA' |                       |
| 21 de agosto. | Academia SIPESA | 1 − 0     | CAP Vinzos        | Manuel Rivera Sánchez |
| 23 de agosto. | CAP Vinzos      | 2 − 2     | Academia SIPESA   | San Bartolo           |

#### Final departamental
| Fecha         | Local           | Resultado | Visitante       | Estadio               |
| ------------- | --------------- | --------- | --------------- | --------------------- |
|               | Academia SIPESA | 2 − 3     | 'Sport Áncash'  |                       |
| 26 de agosto. | Sport Áncash    | 2 − 1     | Academia Sipesa | Rosas Pampa           |
| 28 de agosto. | Academia Sipesa | 1 − 1     | Sport Áncash    | Manuel Rivera Sánchez |

| 'Sport Áncash' |
| Campeón        |
| 9.° título     |

### Equipos Clasificados a la Copa Perú
| Pos. | Club            | Liga Provincial    | Liga Distrital             | Entrenador        | Estadio               |
| ---- | --------------- | ------------------ | -------------------------- | ----------------- | --------------------- |
| 1    | Sport Áncash    | Campeón de Huaraz. | Incorporado directamente.  | Matías Tatangelo  | Rosas Pampa           |
| 2    | Academia SIPESA | Campeón de Santa.  | Campeón de Nuevo Chimbote. | Roberto Arrelucea | Manuel Rivera Sánchez |

## Liga Departamental de Apurímac

### Equipos clasificados
| Club | Liga Provincial        | Liga Distrital | Entrenador | Estadio |
| ---- | ---------------------- | -------------- | ---------- | ------- |
|      | Campeón de Abancay     |                |            |         |
|      | Campeón de Abancay     |                |            |         |
|      | Campeón de Andahuaylas |                |            |         |
|      | Campeón de Andahuaylas |                |            |         |
|      | Campeón de Antabamba   |                |            |         |
|      | Campeón de Antabamba   |                |            |         |
|      | Campeón de Aymaraes    |                |            |         |
|      | Campeón de Aymaraes    |                |            |         |
|      | Campeón de Cotabambas  |                |            |         |
|      | Campeón de Cotabambas  |                |            |         |
|      | Campeón de Chincheros  |                |            |         |
|      | Campeón de Chincheros  |                |            |         |
|      | Campeón de Grau        |                |            |         |
|      | Campeón de Grau        |                |            |         |

### Equipos Clasificados a la Copa Perú
| Pos. | Club | Liga Provincial | Liga Distrital | Entrenador | Estadio |
| ---- | ---- | --------------- | -------------- | ---------- | ------- |
|      |      |                 |                |            |         |
|      |      |                 |                |            |         |

## Liga Departamental de Arequipa
Para más información visitar la Etapa Departamental de Arequipa 2018
.

### Equipos clasificados
| Club | Liga Provincial | Liga Distrital | Entrenador | Estadio |
| ---- | --------------- | -------------- | ---------- | ------- |
|      |                 |                |            |         |
|      |                 |                |            |         |
|      |                 |                |            |         |
|      |                 |                |            |         |
|      |                 |                |            |         |
|      |                 |                |            |         |
|      |                 |                |            |         |
|      |                 |                |            |         |
|      |                 |                |            |         |
|      |                 |                |            |         |

### Equipos Clasificados a la Copa Perú
| Pos. | Club | Liga Provincial | Liga Distrital | Entrenador | Estadio |
| ---- | ---- | --------------- | -------------- | ---------- | ------- |
|      |      |                 |                |            |         |
|      |      |                 |                |            |         |

## Liga Departamental de Ayacucho

### Equipos clasificados
| Club | Liga Provincial | Liga Distrital | Entrenador | Estadio |
| ---- | --------------- | -------------- | ---------- | ------- |
|      |                 |                |            |         |
|      |                 |                |            |         |
|      |                 |                |            |         |
|      |                 |                |            |         |
|      |                 |                |            |         |
|      |                 |                |            |         |
|      |                 |                |            |         |
|      |                 |                |            |         |
|      |                 |                |            |         |
|      |                 |                |            |         |

### Equipos Clasificados a la Copa Perú
| Pos. | Club | Liga Provincial | Liga Distrital | Entrenador | Estadio |
| ---- | ---- | --------------- | -------------- | ---------- | ------- |
|      |      |                 |                |            |         |
|      |      |                 |                |            |         |

## Liga Departamental de Cajamarca

### Equipos clasificados
| Club | Liga Provincial | Liga Distrital | Entrenador | Estadio |
| ---- | --------------- | -------------- | ---------- | ------- |
|      |                 |                |            |         |
|      |                 |                |            |         |
|      |                 |                |            |         |
|      |                 |                |            |         |
|      |                 |                |            |         |
|      |                 |                |            |         |
|      |                 |                |            |         |
|      |                 |                |            |         |
|      |                 |                |            |         |
|      |                 |                |            |         |

### Equipos Clasificados a la Copa Perú
| Pos. | Club | Liga Provincial | Liga Distrital | Entrenador | Estadio |
| ---- | ---- | --------------- | -------------- | ---------- | ------- |
|      |      |                 |                |            |         |
|      |      |                 |                |            |         |

## Liga Departamental de Callao

### Equipos clasificados
| Club | Liga Provincial | Liga Distrital | Entrenador | Estadio |
| ---- | --------------- | -------------- | ---------- | ------- |
|      |                 |                |            |         |
|      |                 |                |            |         |
|      |                 |                |            |         |
|      |                 |                |            |         |
|      |                 |                |            |         |
|      |                 |                |            |         |
|      |                 |                |            |         |
|      |                 |                |            |         |
|      |                 |                |            |         |
|      |                 |                |            |         |

### Equipos Clasificados a la Copa Perú
| Pos. | Club | Liga Provincial | Liga Distrital | Entrenador | Estadio |
| ---- | ---- | --------------- | -------------- | ---------- | ------- |
|      |      |                 |                |            |         |
|      |      |                 |                |            |         |

## Liga Departamental de Cusco

### Equipos clasificados
| Club | Liga Provincial | Liga Distrital | Entrenador | Estadio |
| ---- | --------------- | -------------- | ---------- | ------- |
|      |                 |                |            |         |
|      |                 |                |            |         |
|      |                 |                |            |         |
|      |                 |                |            |         |
|      |                 |                |            |         |
|      |                 |                |            |         |
|      |                 |                |            |         |
|      |                 |                |            |         |
|      |                 |                |            |         |
|      |                 |                |            |         |

### Equipos Clasificados a la Copa Perú
| Pos. | Club | Liga Provincial | Liga Distrital | Entrenador | Estadio |
| ---- | ---- | --------------- | -------------- | ---------- | ------- |
|      |      |                 |                |            |         |
|      |      |                 |                |            |         |

## Liga Departamental de Huancavelica

### Equipos clasificados
| Club | Liga Provincial | Liga Distrital | Entrenador | Estadio |
| ---- | --------------- | -------------- | ---------- | ------- |
|      |                 |                |            |         |
|      |                 |                |            |         |
|      |                 |                |            |         |
|      |                 |                |            |         |
|      |                 |                |            |         |
|      |                 |                |            |         |
|      |                 |                |            |         |
|      |                 |                |            |         |
|      |                 |                |            |         |
|      |                 |                |            |         |

### Equipos Clasificados a la Copa Perú
| Pos. | Club | Liga Provincial | Liga Distrital | Entrenador | Estadio |
| ---- | ---- | --------------- | -------------- | ---------- | ------- |
|      |      |                 |                |            |         |
|      |      |                 |                |            |         |

## Liga Departamental de Huánuco

### Equipos clasificados
| Club | Liga Provincial | Liga Distrital | Entrenador | Estadio |
| ---- | --------------- | -------------- | ---------- | ------- |
|      |                 |                |            |         |
|      |                 |                |            |         |
|      |                 |                |            |         |
|      |                 |                |            |         |
|      |                 |                |            |         |
|      |                 |                |            |         |
|      |                 |                |            |         |
|      |                 |                |            |         |
|      |                 |                |            |         |
|      |                 |                |            |         |

### Equipos Clasificados a la Copa Perú
| Pos. | Club | Liga Provincial | Liga Distrital | Entrenador | Estadio |
| ---- | ---- | --------------- | -------------- | ---------- | ------- |
|      |      |                 |                |            |         |
|      |      |                 |                |            |         |

## Liga Departamental de Ica

### Equipos clasificados
| Club | Liga Provincial | Liga Distrital | Entrenador | Estadio |
| ---- | --------------- | -------------- | ---------- | ------- |
|      |                 |                |            |         |
|      |                 |                |            |         |
|      |                 |                |            |         |
|      |                 |                |            |         |
|      |                 |                |            |         |
|      |                 |                |            |         |
|      |                 |                |            |         |
|      |                 |                |            |         |
|      |                 |                |            |         |
|      |                 |                |            |         |

### Equipos Clasificados a la Copa Perú
| Pos. | Club | Liga Provincial | Liga Distrital | Entrenador | Estadio |
| ---- | ---- | --------------- | -------------- | ---------- | ------- |
|      |      |                 |                |            |         |
|      |      |                 |                |            |         |

## Liga Departamental de Junín

### Equipos clasificados
| Club | Liga Provincial | Liga Distrital        | Entrenador | Estadio |
| ---- | --------------- | --------------------- | ---------- | ------- |
|      |                 | SOCIAL SICAYA CAMPEON |            |         |
|      |                 |                       |            |         |
|      |                 |                       |            |         |
|      |                 |                       |            |         |
|      |                 |                       |            |         |
|      |                 |                       |            |         |
|      |                 |                       |            |         |
|      |                 |                       |            |         |
|      |                 |                       |            |         |
|      |                 |                       |            |         |

### Equipos Clasificados a la Copa Perú
| Pos. | Club | Liga Provincial | Liga Distrital | Entrenador | Estadio |
| ---- | ---- | --------------- | -------------- | ---------- | ------- |
|      |      |                 |                |            |         |
|      |      |                 |                |            |         |

## Liga Departamental de La Libertad

### Equipos clasificados
| Club | Liga Provincial | Liga Distrital | Entrenador | Estadio |
| ---- | --------------- | -------------- | ---------- | ------- |
|      |                 |                |            |         |
|      |                 |                |            |         |
|      |                 |                |            |         |
|      |                 |                |            |         |
|      |                 |                |            |         |
|      |                 |                |            |         |
|      |                 |                |            |         |
|      |                 |                |            |         |
|      |                 |                |            |         |
|      |                 |                |            |         |

### Equipos Clasificados a la Copa Perú
| Pos. | Club | Liga Provincial | Liga Distrital | Entrenador | Estadio |
| ---- | ---- | --------------- | -------------- | ---------- | ------- |
|      |      |                 |                |            |         |
|      |      |                 |                |            |         |

## Liga Departamental de Lambayeque

### Equipos clasificados
| Club | Liga Provincial | Liga Distrital | Entrenador | Estadio |
| ---- | --------------- | -------------- | ---------- | ------- |
|      |                 |                |            |         |
|      |                 |                |            |         |
|      |                 |                |            |         |
|      |                 |                |            |         |
|      |                 |                |            |         |
|      |                 |                |            |         |
|      |                 |                |            |         |
|      |                 |                |            |         |
|      |                 |                |            |         |
|      |                 |                |            |         |

### Equipos Clasificados a la Copa Perú
| Pos. | Club | Liga Provincial | Liga Distrital | Entrenador | Estadio |
| ---- | ---- | --------------- | -------------- | ---------- | ------- |
|      |      |                 |                |            |         |
|      |      |                 |                |            |         |

## Liga Departamental de Lima

### Equipos clasificados
| Club | Liga Provincial | Liga Distrital | Entrenador | Estadio |
| ---- | --------------- | -------------- | ---------- | ------- |
|      |                 |                |            |         |
|      |                 |                |            |         |
|      |                 |                |            |         |
|      |                 |                |            |         |
|      |                 |                |            |         |
|      |                 |                |            |         |
|      |                 |                |            |         |
|      |                 |                |            |         |
|      |                 |                |            |         |
|      |                 |                |            |         |

### Equipos Clasificados a la Copa Perú
| Pos. | Club | Liga Provincial | Liga Distrital | Entrenador | Estadio |
| ---- | ---- | --------------- | -------------- | ---------- | ------- |
|      |      |                 |                |            |         |
|      |      |                 |                |            |         |

## Liga Departamental de Loreto

### Equipos clasificados
| Club | Liga Provincial | Liga Distrital | Entrenador | Estadio |
| ---- | --------------- | -------------- | ---------- | ------- |
|      |                 |                |            |         |
|      |                 |                |            |         |
|      |                 |                |            |         |
|      |                 |                |            |         |
|      |                 |                |            |         |
|      |                 |                |            |         |
|      |                 |                |            |         |
|      |                 |                |            |         |
|      |                 |                |            |         |
|      |                 |                |            |         |

### Equipos Clasificados a la Copa Perú
| Pos. | Club | Liga Provincial | Liga Distrital | Entrenador | Estadio |
| ---- | ---- | --------------- | -------------- | ---------- | ------- |
|      |      |                 |                |            |         |
|      |      |                 |                |            |         |

## Liga Departamental de Madre de Dios
Se jugó en el Departamento de Madre de Dios en dos rondas: La fase regular y la final. En la fase regular los 6 equipos clasificados fueron emparejados en dos grupos, de 3 clubes cada uno, dentro de los cuales se enfrentaron entre sí bajo el sistema de todos contra todos en cuatro fechas, al final de las cuatro fechas cada equipo jugó 3 partidos y el primero de cada grupo se clasificó para la final. 

### Equipos clasificados
| Club                | Liga Provincial          | Liga Distrital           | Entrenador      | Estadio                 |
| ------------------- | ------------------------ | ------------------------ | --------------- | ----------------------- |
| 12 de enero         | Campeón de Manu.         | Campeón de Huepetuhe.    |                 | Municipal de Huepetuhe  |
| Los del Barrio      | Subcampeón de Manu.      | Subcampeón de Huepetuhe. |                 | Municipal de Huepetuhe  |
| La Colonia          | Campeón de Tahuamanu.    | Campeón de Iñapari       |                 | Municipal de Iñapari    |
| Athletic Iñapari    | Subcampeón de Tahuamanu. | Subcampeón de Iñapari.   |                 | Municipal de Iñapari    |
| Minsa F. B. C.      | Campeón de Tambopata.    | Campeón de Tambopata.    | Víctor Bautista | IPD de Puerto Maldonado |
| Deportivo Maldonado | Subcampeón de Tambopata. | Subcampeón de Tambopata  | Julio Pérez     | IPD de Puerto Maldonado |

### Resultados y desarrollo

#### Grupo A
| Pos. | Club             | PJ | PG | PE | PP | GF | GC | DG | Pts. | Clasificado a              |
| ---- | ---------------- | -- | -- | -- | -- | -- | -- | -- | ---- | -------------------------- |
| 1    | Minsa F. B. C.   | 3  | 3  | 0  | 0  | 15 | 1  | 14 | 9    | Final y la Etapa Nacional. |
| 2    | La Colonia       | 1  | 0  | 0  | 1  | 0  | 5  | –5 | 0    |                            |
| 3    | Athletic Iñapari | 2  | 0  | 0  | 2  | 1  | 10 | –9 | 0    |                            |

| Fecha                  | Local            | Resultado | Visitante      | Estadio                 |
| ---------------------- | ---------------- | --------- | -------------- | ----------------------- |
| 21 de julio - Fecha 2. | La Colonia       | 0 – 5     | Minsa F. B. C. | Municipal de Iñapari    |
| 29 de julio - Fecha 3. | Athletic Iñapari | 1 – 6     | Minsa F. B. C. | Municipal de Iñapari    |
| 5 de agosto - Fecha 4. | Minsa F. B. C.   | 4 – 0     | La Colonia     | IPD de Puerto Maldonado |

#### Grupo B
| Pos. | Club                | PJ | PG | PE | PP | GF | GC | DG | Pts. | Clasificado a              |
| ---- | ------------------- | -- | -- | -- | -- | -- | -- | -- | ---- | -------------------------- |
| 1    | Deportivo Maldonado | 3  | 3  | 0  | 0  | 12 | 1  | 11 | 9    | Final y la Etapa Nacional. |
| 2    | Los del Barrio      | 1  | 0  | 0  | 1  | 0  | 3  | –3 | 0    |                            |
| 3    | 12 de enero         | 2  | 0  | 0  | 2  | 1  | 9  | –8 | –3   |                            |

| Fecha                  | Local               | Resultado   | Visitante           | Estadio                 |
| ---------------------- | ------------------- | ----------- | ------------------- | ----------------------- |
| 14 de julio - Fecha 1. | 12 de enero         | 1 – 6       | Deportivo Maldonado | Municipal de Huepetuhe  |
| 22 de julio - Fecha 2. | Los del Barrio      | 0 – 3       | Deportivo Maldonado | Municipal de Huepetuhe  |
| 5 de agosto - Fecha 4. | Deportivo Maldonado | 3 – 0 w. o. | 12 de enero         | IPD de Puerto Maldonado |

#### Final
| Fecha                 | Local               | Resultado | Visitante      | Estadio                 |
| --------------------- | ------------------- | --------- | -------------- | ----------------------- |
| 19 de agosto de 2018. | Deportivo Maldonado | 4 – 0     | Minsa F. B. C. | IPD de Puerto Maldonado |

| Deportivo Maldonado |
| Campeón             |
| 7.° título          |

### Equipos Clasificados a la Copa Perú
| Pos. | Club                | Liga Provincial          | Liga Distrital           | Entrenador      | Estadio                 |
| ---- | ------------------- | ------------------------ | ------------------------ | --------------- | ----------------------- |
| 1    | Deportivo Maldonado | Subcampeón de Tambopata. | Subcampeón de Tambopata. | Julio Pérez     | IPD de Puerto Maldonado |
| 2    | Minsa F. B. C.      | Campeón de Tambopata.    | Campeón de Tambopata     | Víctor Bautista | IPD de Puerto Maldonado |

## Liga Departamental de Moquegua
Se jugó en el Departamento de Moquegua a través de dos series: la Serie A compuesta por equipos de las Provincias de Mariscal Nieto e Ilo, y la Serie B compuesta solo por equipos de la Provincia de General Sánchez Cerro. La Serie A se jugó bajo el sistema de todos contra todos en cuatro fechas, al término de las cuales el primero de la tabla se coronó como campeón departamental y se clasificó para la Etapa Nacional. Por otra parte el segundo lugar se clasificó para el Partido por el segundo cupo a la Etapa Nacional que disputará frente al ganador de la Serie B.
La serie B se jugará entre los dos representantes de General Sánchez Cerro por eliminación directa en partidos de ida y vuelta; el ganador de la Serie B jugará el Partido por el segundo cupo a la Etapa Nacional contra el subcampeón departamental.

### Equipos clasificados
| Club                    | Liga Provincial                     | Liga Distrital            | Entrenador        | Estadio             |
| ----------------------- | ----------------------------------- | ------------------------- | ----------------- | ------------------- |
| Villa San Juan de Lucco | Campeón de General Sánchez Cerro.   | Campeón de Yunga.         |                   | Municipal de Ichuña |
| León del Sur            | Subampeón de General Sánchez Cerro. | Campeón de Ichuña.        |                   | Municipal de Ichuña |
| Mariscal Nieto          | Campeón de Ilo.                     | Campeón de Ilo.           | Roberto Infantas  | Mariscal Nieto      |
| Hijos del Altiplano     | Subcampeón de Ilo.                  | Campeón de El Algarrobal. | Marcos Sánchez    | Mariscal Nieto      |
| Credicoop San Cristóbal | Campeón de Mariscal Nieto.          | Campeón de Samegua.       | Lizandro Barbarán | 25 de Noviembre     |
| Atlético Huracán        | Subcampeón de Mariscal Nieto.       | Subcampeón de Moquegua.   |                   | 25 de Noviembre     |

### Resultados y desarrollo

#### Serie A
| Pos. | Club                      | PJ | PG | PE | PP | GF | GC | DG | Pts. | Clasificado a                                   |
| ---- | ------------------------- | -- | -- | -- | -- | -- | -- | -- | ---- | ----------------------------------------------- |
| 1    | 'Credicoop San Cristobal' | 4  | 3  | 1  | 0  | 9  | 3  | 6  | 10   | Etapa Nacional.                                 |
| 2    | Hijos del Altiplano       | 4  | 0  | 2  | 2  | 4  | 7  | +2 | 5    | Partido por el segundo cupo a la etapa nacional |
| 3    | Atlético Huracán          | 4  | 2  | 1  | 1  | 5  | 3  | –3 | 4    |                                                 |
| 4    | Mariscal Nieto            | 4  | 1  | 0  | 3  | 2  | 7  | –5 | 3    |                                                 |

| Fecha                   | Local                   | Resultado | Visitante               | Estadio         |
| ----------------------- | ----------------------- | --------- | ----------------------- | --------------- |
| 22 de julio - Fecha 1.  | Atlético Huracán        | 1 – 0     | Mariscal Nieto          | 25 de Noviembre |
| 22 de julio - Fecha 1.  | Hijos del Altiplano     | 2 – 2     | Credicoop San Cristóbal | Mariscal Nieto  |
| 29 de julio - Fecha 2.  | Hijos del Altiplano     | 1 – 1     | Atlético Huracán        | Mariscal Nieto  |
| 29 de julio - Fecha 2.  | Credicoop San Cristóbal | 3 – 0     | Mariscal Nieto          | 25 de Noviembre |
| 5 de agosto - Fecha 3.  | Mariscal Nieto          | 2 – 1     | Atlético Huracán        | Mariscal Nieto  |
| 5 de agosto - Fecha 3.  | Credicoop San Cristóbal | 2 – 1     | Hijos del Altiplano     | 25 de Noviembre |
| 12 de agosto - Fecha 4. | Atlético Huracán        | 0 – 3 (*) | Hijos del Altiplano     | 25 de Noviembre |
| 12 de agosto - Fecha 4. | Mariscal Nieto          | 0 – 2     | Credicoop San Cristóbal | Mariscal Nieto  |

(*) Perdió por no cumplir con el número mínimo de jugadores sub-24: Atlético Huracán ganó el partido por frente a Hijos del Altiplano por 2 - 0; sin embargo, perdió los puntos debido al incumplimiento del número mínimo de jugadores sub-24.
| 'Credicoop San Cristobal' |
| Campeón.                  |
| 2.° título                |

#### Serie B: Final Provincial de General Sánchez Cerro
| Fecha         | Local                   | Resultado | Visitante    | Estadio             |
| ------------- | ----------------------- | --------- | ------------ | ------------------- |
| 15 de agosto. | Villa San Juan de Lucco | 3 – 2     | León del Sur | Municipal de Ichuña |

#### Partido por el segundo cupo a la Etapa Nacional
| Fecha         | Local                   | Resultado | Visitante               | Estadio             |
| ------------- | ----------------------- | --------- | ----------------------- | ------------------- |
|               | Villa San Juan de Lucco | 0 – 9     | Hijos del Altiplano     |                     |
| 19 de agosto. | Hijos del Altiplano     | 3 – 0     | Villa San Juan de Lucco | Mariscal Nieto      |
| 26 de agosto. | Villa San Juan de Lucco | 0 – 6     | Hijos del Altiplano     | Municipal de Ichuña |

### Equipos Clasificados a la Copa Perú
| Pos. | Club                    | Liga Provincial            | Liga Distrital            | Entrenador        | Estadio         |
| ---- | ----------------------- | -------------------------- | ------------------------- | ----------------- | --------------- |
| 1    | Credicoop San Cristóbal | Campeón de Mariscal Nieto. | Campeón de Samegua.       | Lizandro Barbarán | 25 de Noviembre |
| 2    | Hijos del Altiplano     | Subcampeón de Ilo.         | Campeón de El Algarrobal. | Marcos Sánchez    | Mariscal Nieto  |

## Liga Departamental de Pasco
Se jugó en el Departamento de Pasco en tres rondas: Primera Fase, Semifinales y Final. En la Primera Fase los 6 equipos clasificados se enfrentaron entre sí en llaves de eliminación directa a doble partido, los ganadores más el «mejor perdedor» avanzaron a la semifinales. En las semifinales los 4 clasificados se enfrentaron bajo el mismo sistema de etapa anterior, los ganadores se clasificaron para la Etapa Nacional y para la Final Departamental.

### Equipos clasificados
| Club                         | Liga Provincial                  | Liga Distrital                        | Entrenador         | Estadio                                      |
| ---------------------------- | -------------------------------- | ------------------------------------- | ------------------ | -------------------------------------------- |
| Municipal de Yanhuanca       | Campeón de Daniel A. Carrión.    | Campeón de Yanahuanca.                | José Humberto Parí | Municipal de Yanahuanca                      |
| San Juan de Yanacocha        | Subcampeón de Daniel A. Carrión. | Subcampeón de Yanahuanca.             |                    | Municipal de Yanahuanca                      |
| Atlético San Agustín         | Campeón de Pasco.                | Campeón de Huaychao (intradistrital). | Pablo Camargo      | Comunal de Huayllay y Daniel Alcides Carrión |
| Deportivo Carhuas            | Subcampeón de Pasco.             | Campeón de Carhuamayo (Junín).        |                    | Municipal de Carhuamayo                      |
| Barrio Industrial            | Campeón de Oxapampa.             | Campeón de Villa Rica.                |                    | Municipal de Villa Rica                      |
| Libertador Mariscal Castilla | Subcampeón de Oxapampa.          | Campeón de Oxapampa.                  |                    | Municipal de Oxapampa                        |

### Resultados y desarrollo
|  | Primera Fase 15 y 22 de julio. | Primera Fase 15 y 22 de julio. | Primera Fase 15 y 22 de julio. |   |                           | Semifinales 29 de julio, 4 y 5 de agosto. | Semifinales 29 de julio, 4 y 5 de agosto. | Semifinales 29 de julio, 4 y 5 de agosto. |  |                      | Final 19 de agosto | Final 19 de agosto |  |
|  |                                |                                |                                |   |                           |                                           |                                           |                                           |  |                      |                    |                    |  |
|  |                                |                                |                                |   |                           |                                           |                                           |                                           |  |                      |                    |                    |  |
|  | Deportivo Carhuas (*)          | 0                              | 0                              |   |                           |                                           |                                           |                                           |  |                      |                    |                    |  |
|  | Deportivo Carhuas (*)          | 0                              | 0                              |   |                           |                                           |                                           |                                           |  |                      |                    |                    |  |
|  | Atlético San Agustín           | 0                              | 2                              |   |                           |                                           |                                           |                                           |  |                      |                    |                    |  |
|  | Atlético San Agustín           | 0                              | 2                              |   | Atlético San Agustín (**) | 0                                         | 1                                         |                                           |  |                      |                    |                    |  |
|  |                                |                                |                                |   | Atlético San Agustín (**) | 0                                         | 1                                         |                                           |  |                      |                    |                    |  |
|  |                                |                                | San Juan de Yanacocha          | 2 | 1                         |                                           |                                           |                                           |  |                      |                    |                    |  |
|  | San Juan de Yanacocha          | 7                              | San Juan de Yanacocha          | 2 | 1                         | 3                                         |                                           |                                           |  |                      |                    |                    |  |
|  | San Juan de Yanacocha          | 7                              |                                |   |                           |                                           |                                           |                                           |  |                      |                    |                    |  |
|  | Barrio Industrial              | 0                              | 0                              |   |                           |                                           |                                           |                                           |  |                      |                    |                    |  |
|  | Barrio Industrial              | 0                              | 0                              |   |                           |                                           |                                           |                                           |  | Atlético San Agustín | 2                  |                    |  |
|  |                                |                                |                                |   |                           |                                           |                                           |                                           |  | Atlético San Agustín | 2                  |                    |  |
|  |                                |                                | Municipal de Yanhuanca         | 5 |                           |                                           |                                           |                                           |  |                      |                    |                    |  |
|  | Libertador Mariscal Castilla   | 1                              | Municipal de Yanhuanca         | 5 | 0                         |                                           |                                           |                                           |  |                      |                    |                    |  |
|  | Libertador Mariscal Castilla   | 1                              |                                |   |                           |                                           |                                           |                                           |  |                      |                    |                    |  |
|  | Municipal de Yanhuanca         | 6                              | 3                              |   |                           |                                           |                                           |                                           |  |                      |                    |                    |  |
|  | Municipal de Yanhuanca         | 6                              | 3                              |   | Deportivo Carhuas         | 0                                         | 1                                         |                                           |  |                      |                    |                    |  |
|  |                                |                                |                                |   | Deportivo Carhuas         | 0                                         | 1                                         |                                           |  |                      |                    |                    |  |
|  |                                |                                | Municipal de Yanhuanca         | 3 | 5                         |                                           |                                           |                                           |  |                      |                    |                    |  |
|  |                                |                                | Municipal de Yanhuanca         | 3 | 5                         |                                           |                                           |                                           |  |                      |                    |                    |  |
|  |                                |                                |                                |   |                           |                                           |                                           |                                           |  |                      |                    |                    |  |
|  |                                |                                |                                |   |                           |                                           |                                           |                                           |  |                      |                    |                    |  |
|  |                                |                                |                                |   |                           |                                           |                                           |                                           |  |                      |                    |                    |  |
|  |                                |                                |                                |   |                           |                                           |                                           |                                           |  |                      |                    |                    |  |

- Los equipos ubicados en la parte inferior, jugaron el partido de vuelta en condición de local. (*) Equipo Clasificó a la siguiente ronda como el mejor perdedor. (**) San Agustín avanzó a la final luego de que un fallo descalificara a San Juan de la competencia.[n. 8]

##### Primera Fase
El sorteo de Primera Fase se realizó el 9 de julio y determinó el formato y los siguientes emparejamientos. Los ganadores de cada llave más el mejor perdedor avanzaron a las semifinales. 
| Fecha               | Local                        | Resultado | Visitante                    | Estadio                 |
| ------------------- | ---------------------------- | --------- | ---------------------------- | ----------------------- |
| Llave A             | 'Municipal de Yanhuanca'     | 9 − 1     | Libertador Mariscal Castilla |                         |
| 15 de julio de 2018 | Libertador Mariscal Castilla | 1 − 6     | Municipal de Yanhuanca       | Municipal de Oxapampa   |
| 22 de julio de 2018 | Municipal de Yanhuanca       | 3 − 0     | Libertador Mariscal Castilla | Municipal de Yanahuanca |
| Llave B             | Barrio Industrial            | 0 − 10    | 'San Juan de Yanacocha'      |                         |
| 15 de julio de 2018 | San Juan de Yanacocha        | 7 − 0     | Barrio Industrial            | Municipal de Yanahuanca |
| 22 de julio de 2018 | Barrio Industrial            | 0 − 3     | San Juan de Yanacocha        | Municipal de Villa Rica |
| Llave C             | 'Atlético San Agustín'       | 2 − 0     | Deportivo Carhuas            |                         |
| 15 de julio de 2018 | Deportivo Carhuas            | 0 − 0     | Atlético San Agustín         | Municipal de Carhuamayo |
| 22 de julio de 2018 | Atlético San Agustín         | 2 − 0     | Deportivo Carhuas            | Daniel Alcides Carrión  |

##### Tabla de perdedores
| Pos. | Club                         | PJ | PG | PE | PP | GF | GC | DG | Pts. | Clasificado a                 |
| ---- | ---------------------------- | -- | -- | -- | -- | -- | -- | -- | ---- | ----------------------------- |
| 1    | 'Deportivo Carhuas'          | 10 | 7  | 10 | 12 | 9  | 12 | 0  | 14   | Semifinales como «smifinales» |
| 2    | Libertador Mariscal Castilla | 10 | 4  | 7  | 2  | 1  | 9  | 7  | 5    |                               |
| 3    | Barrio Industrial            | 10 | 6  | 5  | 2  | 3  | 0  | 7  | 6    |                               |

##### Semifinales
| Fecha                | Local                    | Resultado     | Visitante              | Estadio                 |
| -------------------- | ------------------------ | ------------- | ---------------------- | ----------------------- |
|                      | 'Municipal de Yanhuanca' | 8 − 1         | Deportivo Carhuas      |                         |
| 29 de julio de 2018. | Deportivo Carhuas        | 0 − 3         | Municipal de Yanhuanca | Municipal de Carhuamayo |
| 5 de agosto de 2018. | Municipal de Yanhuanca   | 5 − 1         | Deportivo Carhuas      | Municipal de Yanahuanca |
|                      | San Juan de Yanacocha    | 3 − 1→ 0 − 6. | 'Atlético San Agustín' |                         |
| 29 de julio de 2018. | Atlético San Agustín     | 0 − 2→ 3 − 0  | San Juan de Yanacocha  | Comunal de Huayllay     |
| 4 de agosto de 2018. | San Juan de Yanacocha    | 1 − 1→ 0 − 3  | Atlético San Agustín   | Municipal de Yanahuanca |

#### Final
| Fecha         | Local                    | Resultado | Visitante            | Estadio                |
| ------------- | ------------------------ | --------- | -------------------- | ---------------------- |
| 19 de agosto. | 'Municipal de Yanhuanca' | 5 − 2     | Atlético San Agustín | Daniel Alcides Carrión |

| 'Municipal de Yanhuanca' |
| Campeón                  |
| 3.° título               |

### Equipos Clasificados a la Copa Perú
| Pos. | Club                   | Liga Provincial               | Liga Distrital                        | Entrenador         | Estadio                                      |
| ---- | ---------------------- | ----------------------------- | ------------------------------------- | ------------------ | -------------------------------------------- |
| 1    | Municipal de Yanhuanca | Campeón de Daniel A. Carrión. | Campeón de Yanahuanca.                | José Humberto Parí | Municipal de Yanahuanca                      |
| 2    | Atlético San Agustín   | Campeón de Pasco.             | Campeón de Huaychao (intradistrital). | Pablo Camargo      | Comunal de Huayllay y Daniel Alcides Carrión |

## Liga Departamental de Piura

### Equipos clasificados
| Club | Liga Provincial | Liga Distrital | Entrenador | Estadio |
| ---- | --------------- | -------------- | ---------- | ------- |
|      |                 |                |            |         |
|      |                 |                |            |         |
|      |                 |                |            |         |
|      |                 |                |            |         |
|      |                 |                |            |         |
|      |                 |                |            |         |
|      |                 |                |            |         |
|      |                 |                |            |         |
|      |                 |                |            |         |
|      |                 |                |            |         |

### Equipos Clasificados a la Copa Perú
| Pos. | Club | Liga Provincial | Liga Distrital | Entrenador | Estadio |
| ---- | ---- | --------------- | -------------- | ---------- | ------- |
|      |      |                 |                |            |         |
|      |      |                 |                |            |         |

## Liga Departamental de San Martín

### Equipos clasificados
| Club | Liga Provincial | Liga Distrital | Entrenador | Estadio |
| ---- | --------------- | -------------- | ---------- | ------- |
|      |                 |                |            |         |
|      |                 |                |            |         |
|      |                 |                |            |         |
|      |                 |                |            |         |
|      |                 |                |            |         |
|      |                 |                |            |         |
|      |                 |                |            |         |
|      |                 |                |            |         |
|      |                 |                |            |         |
|      |                 |                |            |         |

### Equipos Clasificados a la Copa Perú
| Pos. | Club | Liga Provincial | Liga Distrital | Entrenador | Estadio |
| ---- | ---- | --------------- | -------------- | ---------- | ------- |
|      |      |                 |                |            |         |
|      |      |                 |                |            |         |

## Liga Departamental de Tacna

### Equipos clasificados
| Club | Liga Provincial | Liga Distrital | Entrenador | Estadio |
| ---- | --------------- | -------------- | ---------- | ------- |
|      |                 |                |            |         |
|      |                 |                |            |         |
|      |                 |                |            |         |
|      |                 |                |            |         |
|      |                 |                |            |         |
|      |                 |                |            |         |
|      |                 |                |            |         |
|      |                 |                |            |         |
|      |                 |                |            |         |
|      |                 |                |            |         |

### Equipos Clasificados a la Copa Perú
| Pos. | Club | Liga Provincial | Liga Distrital | Entrenador | Estadio |
| ---- | ---- | --------------- | -------------- | ---------- | ------- |
|      |      |                 |                |            |         |
|      |      |                 |                |            |         |

## Liga Departamental de Tumbes

### Equipos clasificados
| Club | Liga Provincial | Liga Distrital | Entrenador | Estadio |
| ---- | --------------- | -------------- | ---------- | ------- |
|      |                 |                |            |         |
|      |                 |                |            |         |
|      |                 |                |            |         |
|      |                 |                |            |         |
|      |                 |                |            |         |
|      |                 |                |            |         |
|      |                 |                |            |         |
|      |                 |                |            |         |
|      |                 |                |            |         |
|      |                 |                |            |         |

### Equipos Clasificados a la Copa Perú
| Pos. | Club | Liga Provincial | Liga Distrital | Entrenador | Estadio |
| ---- | ---- | --------------- | -------------- | ---------- | ------- |
|      |      |                 |                |            |         |
|      |      |                 |                |            |         |

## Liga Departamental de Ucayali

### Equipos clasificados
| Club | Liga Provincial | Liga Distrital | Entrenador | Estadio |
| ---- | --------------- | -------------- | ---------- | ------- |
|      |                 |                |            |         |
|      |                 |                |            |         |
|      |                 |                |            |         |
|      |                 |                |            |         |
|      |                 |                |            |         |
|      |                 |                |            |         |
|      |                 |                |            |         |
|      |                 |                |            |         |
|      |                 |                |            |         |
|      |                 |                |            |         |

### Equipos Clasificados a la Copa Perú
| Pos. | Club | Liga Provincial | Liga Distrital | Entrenador | Estadio |
| ---- | ---- | --------------- | -------------- | ---------- | ------- |
|      |      |                 |                |            |         |
|      |      |                 |                |            |         |